# Рагби репрезентација Норвешке
Рагби репрезентација Норвешке је рагби јунион тим који представља Краљевину Норвешку у овом екипном спорту. Рагби савез Норвешке је основан 1982. У Норвешкој има 50 регистрованих рагби клубова и око 2700 играча. Репрезентација Норвешке такмичи се у дивизији 2Д купа европских нација. Највећу победу репрезентација Норвешке је остварила 1989., над Финском (86-5). Најтежи пораз Норвешкој нанела је Шведска 1992., резултат је био 0-98.